# Ворожцов Олександр Петрович
Олександр Петрович Ворожцов (19 грудня 1923 — 16 жовтня 2006) — радянський дипломат. Надзвичайний та Повноважний Посланник 1 класу.

## Біографія
Учасник німецько-радянської війни, воював на Ленінградському та Білоруському фронтах. Закінчив Ленінградський державний університет (1952) та Вищу дипломатичну школу МЗС СРСР (1959). На дипломатичній роботі з 1959 року.
- У 1959—1964 роках — співробітник Посольства СРСР у Пакистані.
- У 1964—1968 роках — на відповідальній роботі в апараті ЦК КПРС.
- У 1968—1974 роках — радник Посольства СРСР в Іраці.
- У 1974—1977 роках — інструктор Відділу закордонних кадрів, Відділ ЦК КПРС.
- У 1977—1979 роках — радник-посланник Посольства СРСР у Нігерії.
- Із 27 серпня 1979 року по 10 січня 1984 рік — Надзвичайний та Повноважний Посол СРСР в Сьєрра-Леоне[1].

Із 1984 року — у відставці.

## Нагороди
- Орден Вітчизняної війни І ступеня (1985)
- Орден «Знак Пошани» (1971)[2]
- Медаль «За відвагу» (1944)
- Медаль «За перемогу над Німеччиною у Великій Вітчизняній війні 1941—1945 рр.» (1945)
- Медаль «За оборону Ленінграда»